# Чехословакия на зимних Олимпийских играх 1956
Чехословакия принимала участие в Зимних Олимпийских играх 1956 года в Кортина-д’Ампеццо (Италия) в седьмой раз за свою историю, но не завоевала ни одной медали. В состав делегации Чехословакии вошёл 71 человек, в том числе 41 спортсмен (35 мужчин и 6 женщин).

## Результаты соревнований

### Горнолыжный спорт
Мужчины
| Соревнование      | Спортсмены       | Скоростной спуск/ 1 спуск | Скоростной спуск/ 1 спуск | Слалом/ 2 спуск | Слалом/ 2 спуск | Всего  | Место | Отставание |
| Соревнование      | Спортсмены       | Время                     | Место                     | Время           | Место           | Всего  | Место | Отставание |
| ----------------- | ---------------- | ------------------------- | ------------------------- | --------------- | --------------- | ------ | ----- | ---------- |
| скоростной спуск  | Курт Геннрих     | не проводится             | не проводится             | не проводится   | не проводится   | 3:01,5 | 7     | +9,3       |
| скоростной спуск  | Эвжен Чермак     | не проводится             | не проводится             | не проводится   | не проводится   | 3:18,0 | 17    | +25,8      |
| скоростной спуск  | Владимир Крайняк | не проводится             | не проводится             | не проводится   | не проводится   | DSQ    | —     | —          |
| скоростной спуск  | Ярослав Богдалек | не проводится             | не проводится             | не проводится   | не проводится   | DSQ    | —     | —          |
| слалом            | Эвжен Чермак     | 1:37,5                    | 28                        | 2:05,3          | 19              | 3:42,8 | 31    | +28,1      |
| слалом            | Ярослав Богдалек | 2:00,4                    | 44                        | 2:06,9          | 22              | 4:07,3 | 29    | +52,6      |
| слалом            | Курт Геннрих     | 1:58,3                    | 42                        | 2:20,2          | 31              | 4:18,5 | 36    | +1:03,8    |
| слалом            | Владимир Крайняк | DSQ                       | DSQ                       | DSQ             | DSQ             | DSQ    | DSQ   | DSQ        |
| гигантский слалом | Ярослав Богдалек | не проводится             | не проводится             | не проводится   | не проводится   | 3:27,3 | 31    | +27,2      |
| гигантский слалом | Эвжен Чермак     | не проводится             | не проводится             | не проводится   | не проводится   | 3:27,7 | 32    | +27,6      |
| гигантский слалом | Курт Геннрих     | не проводится             | не проводится             | не проводится   | не проводится   | 3:30,4 | 36    | +30,3      |
| гигантский слалом | Владимир Крайняк | не проводится             | не проводится             | не проводится   | не проводится   | 3:31,0 | 38    | +30,9      |

Тренер сборной — Зденек Парма.

### Конькобежный спорт
| Соревнование  | Спортсмены      | Результат | Место | Отставание |
| ------------- | --------------- | --------- | ----- | ---------- |
| 500 метров    | Богумил Яурис   | 42,8      | 17    | +2,6       |
| 500 метров    | Владимир Коларж | 43,5      | 28    | +3,3       |
| 500 метров    | Ярослав Доубек  | 43,6      | 30    | +3,4       |
| 1500 метров   | Богумил Яурис   | 2:13,6    | 13    | +5,0       |
| 1500 метров   | Владимир Коларж | 2:16,5    | 27    | +7,9       |
| 1500 метров   | Ярослав Доубек  | 2:19,2    | 39    | +10,6      |
| 5000 метров   | Владимир Коларж | 8:08,9    | 13    | +20,2      |
| 10 000 метров | Владимир Коларж | 17:16,9   | 14    | +51,0      |
| 10 000 метров | Богумил Яурис   | 17:38,4   | 26    | +1:02,5    |

### Лыжные гонки
Мужчины
| Соревнование     | Спортсмены                                             | Результат | Место | Отставание |
| ---------------- | ------------------------------------------------------ | --------- | ----- | ---------- |
| 15 км            | Илья Матоуш                                            | 52:04     | 13    | +2:25      |
| 15 км            | Йосеф Прокеш                                           | 55:05     | 36    | +5:26      |
| 15 км            | Ярослав Цардаль                                        | 56:12     | 42    | +6:33      |
| 30 км            | Илья Матоуш                                            | 1:48:12   | 10    | +4:06      |
| 30 км            | Йосеф Прокеш                                           | 1:50:49   | 16    | +6:43      |
| 30 км            | Ярослав Цардаль                                        | 1:51:05   | 18    | +6:59      |
| Эстафета 4×10 км | Эмиль Окулиар Властимил Мелих Йосеф Прокеш Илья Матоуш | 2:24:54   | 8     | +9:24      |

Женщины
| Соревнование    | Спортсменки                                   | Результат | Место | Отставание |
| --------------- | --------------------------------------------- | --------- | ----- | ---------- |
| 10 км           | Ева Лауэрманова                               | 41:04     | 14    | +2:53      |
| 10 км           | Либуше Паточкова                              | 41:52     | 19    | +3:41      |
| 10 км           | Ольга Красилова                               | 43:10     | 25    | +4:59      |
| 10 км           | Ева Бенешова                                  | 43:42     | 28    | +5:31      |
| Эстафета 3×5 км | Ева Бенешова Либуше Паточкова Ева Лауэрманова | 1:14:19   | 6     | +5:18      |

Владимир Пацль работал судьёй.

### Лыжное двоеборье
| Соревнование              | Спортсмены      | Прыжки с трамплина | Прыжки с трамплина | Прыжки с трамплина | Прыжки с трамплина | Прыжки с трамплина | Лыжная гонка | Лыжная гонка | Лыжная гонка | Итог   | Итог  |
| Соревнование              | Спортсмены      | 1 прыжок           | 2 прыжок           | 3 прыжок           | Очки               | Место              | Лыжная гонка | Лыжная гонка | Лыжная гонка | Итог   | Итог  |
| Соревнование              | Спортсмены      | Дистанция          | Дистанция          | Дистанция          | Очки               | Место              | Очки         | Время        | Место        | Очки   | Место |
| ------------------------- | --------------- | ------------------ | ------------------ | ------------------ | ------------------ | ------------------ | ------------ | ------------ | ------------ | ------ | ----- |
| Индивидуальное первенство | Витезслав Лагр  | 64,0 м             | 68,0 м             | 67,0 м             | 193,0              | 22                 | 234,80       | 57:39        | 5            | 427,80 | 12    |
| Индивидуальное первенство | Властимил Мелих | 60,5 м             | 62,0 м             | 65,0 м             | 183,5              | 28                 | 236,10       | 57:18        | 4            | 419,60 | 18    |
| Индивидуальное первенство | Йосеф Нюссер    | 64,5 м             | 68,0 м             | 65,5 м             | 189,5              | 25                 | 227,80       | 59:28        | 13           | 417,30 | 22    |

Милош Дуффек работал судьёй.

### Прыжки на лыжах с трамплина
| нормальный трамплин | Моймир Стухлик | 98,5 | 24 | 89,0 | 38 | 187,5 | 28 |
| нормальный трамплин | Яхим Булин     | 93,5 | 34 | 92,5 | 30 | 186,0 | 29 |

### Фигурное катание
| Соревнование              | Спортсмены                    | CF | FS | Баллы  | Сумма мест | Место |
| ------------------------- | ----------------------------- | -- | -- | ------ | ---------- | ----- |
| мужское одиночное катание | Кароль Дивин                  | 5  | 5  | 154,25 | 49,5       | 5     |
| женское одиночное катание | Йиндра Крамперова             | 21 | 17 | 136,67 | 209        | 20    |
| парное катание            | Вера Суханкова Зденек Долежал | —  | —  | 10,53  | 68,5       | 8     |

Судьями работали Йозеф Дедич и Эмиль Скакала.

### Хоккей
Вратари: Ян Водичка («Славой» Ческе-Будеёвице), Ян Ендек («УНВ Слован» Братислава).
Защитники: Карел Гут  («Спартак Прага Соколово») — Ян Каспер («Руда гвезда» Брно), Вацлав Бубник («Баник ВЖКГ» Острава) — Яромир Бюнтер («Танкиста Прага»).
Нападающие: Властимил Бубник («Руда гвезда» Брно) — Славомир Бартонь («Руда гвезда» Брно) — Бронислав Данда («Руда гвезда» Брно), Зденек Наврат («Руда гвезда» Брно) — Франтишек Ванек («Руда гвезда» Брно) — Богумил Прошек («Руда гвезда» Брно), Станислав Бацилек («Баник» Кладно) — Владимир Забродски («Спартак Прага Соколово») — Вацлав Пантучек («Руда гвезда» Брно), Мирослав Клуц («Баник» Хомутов), Отто Цимрман («Баник» Хомутов).
Тренеры: Владимир Боузек («Спартак Кралово-Поле»), Иржи Антон.
Арбитрами на турнире работали Гвидо Адамец и Ладислав Тенцза.